# Krásné (Vysočina)
Krásné é uma comuna checa localizada na região de Vysočina, distrito de Žďár nad Sázavou.